# پائولو سزار (بازیکن فوتبال)
پائولو سزار (انگلیسی: Paulo César؛ زادهٔ ۲۷ مارس ۱۹۸۶) بازیکن فوتبال اهل برزیل است.
از باشگاه‌هایی که در آن بازی کرده‌است می‌توان به باشگاه ورزشی کیتچی اشاره کرد.
وی همچنین در تیم‌های ملی فوتبال زیر ۱۷ سال برزیل و هنگ کنگ بازی کرده‌است.